# Широке (Глухівський район)
Широке, — колишнє село в Україні, у Глухівському районі Сумської області. Підпорядковувалось Бачівській сільській раді.
Село ліквідоване в 1979—1982 роках.

## Географічне розташування
Село знаходилося на відстані 1,5 км від річок Локня та Смолянка, неподалік від їх витоків. На відстані до 2,5 км знаходяться села Товстодубове, Фотовиж та Червоні Вишки, поруч проходить кордон із Росією.

## Історія
У селі наприкінці серпня 1943 року був похований Василь Григорович Жеребцов (1915—1943) — Герой Радянського Союзу (1943), який на чолі групи з двох батальйонів полку організував прорив німецької оборони, внаслідок чого було звільнено села Сопич та Бачівськ. У прорив, що утворився, були введені основні сили, які за наступні дві доби просунулися на 45 кілометрів на захід. Увечері 29 серпня 1943 року загинув у бою. Спочатку за той бій Жеребцов був представлений командиром корпусу до ордена Вітчизняної війни 1-го ступеня, але за рішенням генералів Черняховського та Рокоссовського представлення було змінено.